# ویلفرید فان موئر
ویلفرید فان موئر (به انگلیسی: Wilfried Van Moer) بازیکن فوتبال اهل بلژیک و عضو تیم ملی فوتبال بلژیک است که در تاریخ ۲۲ اکتبر ۱۹۶۶ میلادی اولین بازی ملی‌اش را مقابل تیم ملی فوتبال سوئیس انجام داد. او در ۵۷ بازی ملی حضور داشت و جمعاً ۴۲۹۴ دقیقه برای تیم ملی فوتبال بلژیک به میدان رفت. ویلفرید فان موئر آخرین بازی ملی خود را در تاریخ ۱ ژوئیه ۱۹۸۲ میلادی در برابر تیم ملی فوتبال اتحاد جماهیر شوروی سوسیالیستی انجام داد. وی در بازی‌های ملی‌اش ۹ گل به ثمر رساند.